# Ross Cuthbert
Ross Cuthbert, född 6 februari 1892 i Calgary, död 1970 i Paget, var en brittisk ishockeyspelare. Han blev olympisk bronsmedaljör i Chamonix 1924 och kom på fjärde plats fyra år senare i Sankt Moritz 1928. 

## Meriter
- OS-brons 1924